# おいかどいちろう
おいかどいちろう（本名：老門一郎、1968年6月3日 -）は、日本の大道芸人。
河童のような頭がトレードマークで、それを取り入れた芸をする。獅子頭を担いで全国各地、世界各国の宴を歩き続ける合間に、川崎市宮前区の自宅マンションの広場では、季節にちなんだ催しを開催している。東京都出身。

## 生い立ち
1968年、東京都世田谷区生まれ。小学校2年生のときに神奈川県川崎市宮前区土橋に移住した。小学生時代には、郷土芸能の土橋万作踊りや和太鼓に熱中し、祭りの見せ物や広島県の母の実家でキツネと遭遇し驚いたことなどが、芸の原点になっているという。川崎市立富士見台小学校、宮前平中学校、県立百合丘高校を卒業。

## キャリア
1987年4月、新宿の専門学校のタレント科に入学。それがきっかけとなり、劇団などを手伝ううちに大道芸に出会ったという。1995年1月に渡米し、ニューヨークの日本料理店の地下倉庫に住み、日本企業のオフィスに弁当を売り歩くかたわら、音楽大に通って声楽を習ったり、休日には地下鉄などで、スキンヘッドにおしろい姿で日本の童謡や子守歌を歌い、チップを稼いだ。1997年、ロンドンからイスタンブールまでの約4,000 kmを、約半年かけ踏破し、旅回り芸人としてやっていく決心がついた。2000年ころに一人芸のスタイルを確立させ、年間10ヶ月は旅に出ている。以来、「河童」を自称し、頭頂部をそり落とした髪形と白塗りの体、薄手の着物姿で地元での日常生活を送りつつ、全国各地で獅子舞などを披露するようになった。獅子頭に数種類の面、着物など芸の道具が入ったリュックサックと音楽を流すアンプなど15 kgの荷物を背負い、公演の予定が2、3日なければ、１日60~70 kmを徒歩で移動する。
2004年10月、名古屋市中区大須で開かれた第27回「大須大道町人祭」では、大須演芸場東にある那古野山公園でほろ酔い獅子舞を踊った。2006年9月、北海道遠別で開かれた「えんべつ漁港豊漁まつり」に出演。2009年5月、愛知県一宮市真清田の真清田神社境内で開かれた「杜の宮市」に出演。2011年12月、岡山県岡山市の千日前商店街で開かれた「新しい縁日―日限の縁日」で獅子舞を披露した。同商店街では、2012年11月にもパフォーマンスした。2012年8月、北海道音威子府で開かれた「Hokkaidarライダーまつりinおさしま」で創作舞踊を披露した。2013年2月、福岡県八女市本町の福島八幡宮参道脇で火噴きや獅子舞、おかめとひょっとこのお面踊りなどを披露する投げ銭ライブを行った。
2007年1月、世界一周大道芸の旅に出発。2009年春まで約2年半、メキシコを起点に、南米、北米、欧州、アジアの約30ヶ国で海外巡業を続けたこともあった。この間、チップで生活費を稼ぎ、現地で知り合った人の家で寝泊まりした。
あるとき帰国した際にマンションの様子が変わっていることに気付き、子供たちの歓声を呼び戻したいと、お祭りを企画するようになった。1998年から地元の人々に芸を教えるようになり、自宅前を登校する子供たちに挨拶する「おはよう運動」も続けている。クリスマス会、豆まき会、こどもの日、七夕、ハロウィンほか、弁当を持ち寄っての夕食会など、縦横斜めのつながりがある子供社会創りを行う。
2003年3月、実家近くにある東名土橋公園で、第一回「浮世離れの会」開催。以後、季節とともに年に4回、個性は芸人をゲストに迎え、地元芸達者が絡んだにぎやかな演芸会を行う。第4回から、小さい頃から芸慣れをした実家マンションの子供たちによる「イッチローズ」を結成する。
2005年1月、毎月発行の手作り冊子「道端の唄」創刊。大人たちの遊び唄を合い言葉に、先生、主婦、商店街主、小学生、中学生や近所の方、仲間たちが投稿するミニコミ誌である。2007年1月、休刊。
| 「                | 常に人に見られるけど、面白がる喜びの空気からエネルギーをもらえる | 」 |
| —おいかどいちろう |                                                                  |    |

### 浮世離れの会
2003年3月から、年に数回、東名土橋公園にて開催。毎回、様々な芸者をゲストに迎え、演芸会を行う。毎回、地元マンションや近所の方も芸や屋台で参加する。
また、この会をきっかけに、地元マンションの子供たちによるイッチローズが結成される。

### イッチローズ
おいかどいちろうが監督を務める子供演芸集団。
- 第一次 イッチローズ（2004年～2007年）
  - 第4回浮世離れの会より、地元マンションの子供たちによって結成された芸集団。小学生7人からはじまったが、次第に人数が増えた。小学1年生～中学生までが参加した。浮世離れの会のほか、各地の舞台や祭りなどにも参加し、一躍有名となった。
  - 組体操、扇子や獅子舞、ひょっとこなどの芸、ロックソーランなどの芸を行った。
  - 2007年1月、イッチローズ監督であるおいかどいちろうが海外大巡業に出るに伴い、イッチローズが解散する。

- 第二次 イッチローズ（2009年～）
  - 帰国後の2009年8月26日、2年半ぶりの浮き世離れの会のため、再結成する。このときは、昔参加していたメンバーが中学生、高校生になっていたため、参加せず、小学生を中心に新メンバーで再結成。
  - この浮世離れの会後、2010年4月17日に実家マンションで行われた「八重桜祭り」までは活動がなかったため、第一次イッチローズより活動が少ないことが見受けられる。
  - 第一次イッチローズでは男子がほとんどで、女子が2人のみの参加だったが、第二次では、女子の参加も多かった。練習期間が短く、組体操はまだ行われていない。

### 遊びの会
正月、節分など年中行事に合わせた企画。
- 1月 書初め
- 2月 節分…近所の家を回り、豆まきを行う。
- 5月 こどもの日…芸人さんを呼んで演芸会。
- 7月 七夕…マンション内の広場に笹を飾り、短冊に願い事を書く。
- 8月 夏祭り…プール、花火、スイカ割り。
- 10月 ハロウィン…様々な衣装に身を包んでマンション内の家々をお菓子を求めて回る。
- 12月 クリスマス会…子供たちがカレーライスを作る[1]。巨大ケーキをつくったり、ろうそくを持って広場での合唱、お年よりの家を廻ってクリスマスカードを配るなど。
- 通年 カレーパーティ、夕食会など

### 八重桜祭り
自宅マンション敷地内のヤエザクラの見ごろに、仲間の大道芸人も呼んで住民らの宴会を盛り上げるお祭り。実家マンションが建築25周年になるに伴い、始まった。毎年4月に行われる。2010年現在、9回行われた。
4月のはじめには、住民から不要なものを寄付してもらい、バザーを行う。このバザーで売れ残ったものは、翌日、宮崎台駅にて行われるふるさとさくらまつりにて販売する。このバザーの収益を4月中旬に行われる八重桜祭りの費用となる。

## 影響
岩手県盛岡市の写真家小原信好は、おいかどを追いかけ、全国各地で写真を取り続けていたが、2010年5月、そのうち、70点を展示した写真展「―旅する河童―大道芸人おいかどいちろう」を盛岡市の写真店で開催し、おいかどはその駐車場でパフォーマンスを行った。